# May French Sheldon
Mary French Sheldon (Bridgewater, Pensilvania, 1 de mayo de 1847- Londres, 10 de febrero de 1936), como autora May French Sheldon, fue una editora estadounidense, escritora, y exploradora.

## Biografía
Su padre era Joseph French, ingeniero civil, y su madre Elizabeth J. French (nombre de pila, Poorman), espiritualista que más tarde practicó «medicina galvánica» en Boston, como hizo también su hermana, Belle French Patterson. Se educó en Estados Unidos y en Europa, estudió arte y se convirtió en escritora y etnóloga. Se casó en 1876 con Eli Lemon Sheldon, banquero y autor, y viajaron a Londres, donde establecieron su editorial.
May French Sheldon destacó como traductora de Salambó, de Flaubert. Como escritora, Sheldon es autora de varias novelas, cuentos y ensayos.
Desde muy joven fue estudiante de violín y guitarra, destacó en dichos instrumentos y durante todas sus expediciones la acompañaron. También utilizó la música para fortalecer el vínculo entre sus amistades y sus compañeros de expedición. 
En 1891, inspirada por las actividades de Henry Morton Stanley, que era amigo de la familia, abandonó Londres partiendo hacia África. Sus viajes fueron patrocinados por sir Alfred Jones, a quien el rey Leopoldo II de Bélgica había solicitado que apaciguara las críticas británicas sobre los abusos de su administración sobre los derechos humanos en el Congo Belga. Sheldon recibió ayuda de pueblos africanos durante sus exploraciones alrededor del lago Chala. Su viaje desde Mombasa hasta el monte Kilimanjaro causó sensación porque no iba con un compañero blanco, aunque no estaba sola, pues llevaba 150 porteadores y guías de Zanzibar. 
Sheldon regresó con materiales etnográficos e instrumentos musicales de las poblaciones que encontró allí, escribió su experiencia y emprendió una gira de conferencias. Recibió premios en la Exposición Mundial Colombina de Chicago, en 1893, y fue miembro de sociedades como el Club del Escritor, el Círculo Sinfónico de Damas de Columbia y la Sociedad Antropológica de Washington. Fue admitida como socia de la Royal Geographical Society en noviembre de 1892, siendo una de las primeras quince mujeres que recibieron este honor.
Cuando regresó a Inglaterra, sir Alfred Jones ayudó a publicar sus artículos en los periódicos. Hizo una presentación con diapositivas para una audiencia de quinientas personas en Londres. Sheldon declaró que había presenciado más atrocidades en las calles de Londres que en el Congo. A partir de entonces, el rey Leopoldo II le pagó un salario mensual para que ejerciera presión sobre los miembros del Parlamento. 

## Otras lecturas
- Boisseau, Tracey J. "White Queen: May French-Sheldon and the Imperial Origins of American Feminist Identity." Bloomington, Indiana: Indiana University Press. 2004. 258p. [May French-Sheldon (American)(1847-1936)].